# Metaautunita
La metaautunita és un mineral de la classe dels fosfats. Paul Gaubert li va posar nom el 1904 amb relació a la seva fórmula química semblant a la de l'autunita però amb un contingut inferior d'aigua. És un mineral radioactiu. L'exemplar tipus d'aquesta espècie prové de la mina Daybreak, a Washington (Estats Units). Dona nom també al grup metaautunita.
Segons la classificació de Nickel-Strunz, la metaautunita pertany a «08.EB: Uranil fosfats i arsenats, amb ràtio UO₂:RO₄ = 1:1» juntament amb els següents minerals: autunita, heinrichita, kahlerita, novačekita-I, saleeïta, torbernita, uranocircita, uranospinita, xiangjiangita, zeunerita, metarauchita, rauchita, bassetita, lehnerita, metasaleeita, metauranocircita, metauranospinita, metaheinrichita, metakahlerita, metakirchheimerita, metanovačekita, metatorbernita, metazeunerita, przhevalskita, meta-lodevita, abernathyita, chernikovita, meta-ankoleita, natrouranospinita, trögerita, uramphita, uramarsita, threadgoldita, chistyakovaita, arsenuranospathita, uranospathita, vochtenita, coconinoita, ranunculita, triangulita, furongita i sabugalita.

## Formació i jaciments
Es troba a les pegmatites de granit, i també als llits sedimentaris amb dipòsits d'urani-vanadi. Es sol trobar juntament amb zircó, uranofana, uraninita, fosfuranilita, metatyuyamunita, metatorbernita, coffinita, carnotita i amb altres espècies dels grups columbita i schoepita. Als territoris de parla catalana ha estat descrita a la mina Eureka (La Torre de Cabdella, Pallars Jussà).

## Grup de la metaautunita
El grupde la metaautunita, o grup de la metatorbernita, és un grup de fosfats d'uranil i arsenats en forma de làmines, amb fórmula A(UO₂)₂(XO₄)₂·nH₂O, on A pot ser Cu, Ca, Ba, o Mg, X és P o As, i n pot tenir els valors 6, 7o 8. Aquest grup està compost pels següents minerals: abernathyita, bassetita, txernikovita, lehnerita, metaankoleïta, metaautunita, metaheinrichita, metakahlerita, metakirchheimerita, metalodevita, metanovačekita, metatorbernita, metauranocircita, metauranospinita, metazeunerita, natrouranospinita, uramarsita i uramfita.